# گمینا منچینکا
گمینا منچینکا (به لهستانی:  Gmina Męcinka) یک گمینا در لهستان است که در شهرستان یاوور واقع شده‌است. گمینا منچینکا ۱۴۷٫۷۸ کیلومتر مربع مساحت و ۴٬۷۶۱ نفر جمعیت دارد.